# Thiago Alcântara
Thiago Alcântara do Nascimiento (født 11. april 1991), bedre kendt som Thiago, er en spansk-brasiliansk fodboldspiller, der til dagligt spiller for den engelske klub Liverpool FC og Spaniens fodboldlandshold. Thiago, der spiller som midtbanespiller med nummer 6, havde indtil år 2013 spillet for FC Barcelona og FC Barcelona B hele sin karriere. Thiago bliver ofte sammenlignet med sin tidligere holdkammerat Xavier Hernández Creus, da han har samme overblik, og ikke selv scorer mange mål. Mange fans af Barca forventede at han ville overtage Xavis plads, når han ikke kunne spille mere, men Thiago valgte noget overraskende at skifte til Bayern München. Efter at have leveret på højt plan i de chancer han fik hos FC Barcelonas førstehold, belønnede Guardiola ham med en plads i A-truppen. Thiago er søn af den tidligere brasilianske landsholdspiller Mazinho. Thiago var en af de bærende spillere der skaffede det spanske U/21-landshold EM-guld i Danmark. Thiago scorede det andet mål i finalen mod Schweiz. Han fik sin debut på A-landsholdet i en venskabskamp mod Italien i august 2011. Han blev udtaget til UEFA Euro 2016, VM i 2018 og UEFA Euro 2020.
Transferen fra FC Barcelona til Bayern München skete i transfervinduet i juli 2013 efter en hel del snak om, at Manchester United allerede havde sikret sig det spansk/brasiliansk fødte stortalent. Oprindeligt havde Thiago en frikøbsklausul på omtrent 675 millioner kroner, men eftersom Barcelona ikke lod ham spille 30 minutter i mindst 60% af kampene, som klausulen var betinget af, blev Thiago solgt for en efter omstændighederne beskeden sum af 20 millioner euro.
I Tyskland vandt Thiago 16 trofæer, herunder Bundesligaen syv gange i træk og UEFA Champions League som en del af en kontinental trippel i hans sidste år i klubben. I 2020 skiftede han til Liverpool i en transfer til en værdi af £20 millioner. Med Liverpool vandt han FA Cup og EFL Cup i 2022.

## Privat liv
Thiago er søn af den tidligere brasilianske fodboldspiller og vinder af VM i 1994, Mazinho. Hans mor, Valéria Alcântara, var en tidligere brasiliansk volleyballspiller. Hans yngre bror, Rafinha, spiller for Al-Arabi SC og det brasilianske landshold. 
Den 27. juni 2015 giftede han sig med sin kæreste, Júlia Vigas, i en ceremoni i Sant Climent de Peralta, Catalonien, Spanien.
Han har dobbelt statsborgerskab: brasiliansk statsborgerskab sammen med spansk statsborgerskab.
Thiago er flersproget; han taler flydende fem sprog: spansk, portugisisk, catalansk, tysk og engelsk.